# Francisco Cordeiro Torres e Alvim

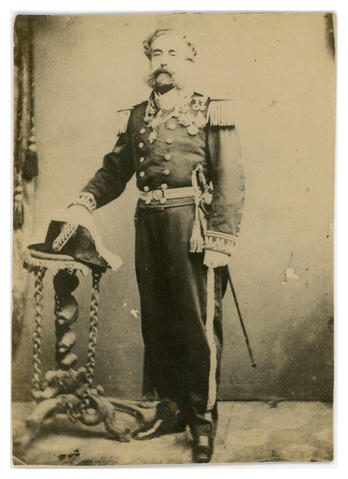
Francisco Cordeiro Torres Alvim (1822-1883)

Francisco Cordeiro Torres Alvim, primeiro e único barão de Iguatemi (Desterro, 4 de agosto de 1822 — Rio de Janeiro, 10 de fevereiro de 1883), foi um militar brasileiro.
Filho de Miguel de Sousa Melo e Alvim e de D. Maurícia Elisa Alvim, sobrinho do visconde de Jerumirim.
Entrou para a Marinha do Brasil, como aspirante, em 1839. Em 1843 fez parte da frota que foi a Nápoles buscar Teresa Cristina, noiva de Dom Pedro II e futura imperatriz do Brasil.
Participou da Guerra contra Rosas, como comandante de navio, em 1851. Em 1860 substituiu o Barão de Laguna, como comandante da divisão naval do Rio da Prata. Na Guerra do Paraguai participou das batalhas de Curupaiti e Humaitá. Foi promovido a chefe de divisão, em 1867 e chefe de esquadra em 1869. Foi diretor da Escola de Marinha, promovido a vice-almirante, em 1874 e a almirante em 1882.
Agraciado barão em 10 de julho de 1872, era também dignitário da Imperial Ordem do Cruzeiro, grã-cruz da Imperial Ordem de Avis, oficial da Imperial Ordem da Rosa e da Torre e Espada de Portugal, grã-cruz da Imperial Ordem de Santo Estanislau da Rússia.